# 佐藤厚
佐藤 厚（さとう あつし、1957年1月24日 - ）は、日本の労務管理学者。法政大学キャリアデザイン学部教授。専門は、人的資源管理論、労使関係、高齢者雇用、雇用政策論特に若年者雇用、非正規雇用、ワーク・ライフ・バランス問題、産業社会学などの研究を行う。北海道出身。

## 人物
1981年
3月、立命館大学産業社会学部を卒業する。
1986年
法政大学大学院社会科学研究科社会学専攻修士課程を修了。修士論文題目は「『管理社会』論の現代的展開をめざして―『管理化』の文脈と分析項目の提示」(社会学修士)である。
1990年
法政大学大学院社会科学研究科社会学専攻博士課程中退。
東京外国語大学非常勤講師に就任(1992年まで)。
4月より日本労働研究機構主任研究員として労働に関する調査研究に従事する(2004年まで)。
1995年
4月より法政大学経営学部兼任講師となる。
1999年
法政大学社会学部兼任講師となる。
2000年
法政大学人間環境学部兼任講師となる(2004年まで)。
2003年
東京大学社会科学研究所で客員助教授として2次分析研究会を指導する(2004年3月まで)。
3月24日、「ホワイトカラーの世界 : 仕事とキャリアのスペクトラム」で法政大学より博士（社会学）の学位を取得（学位授与番号：乙第147号）。
2004年
同志社大学大学院総合政策科学研究科教授に就任(2008年まで)。
2008年
4月より法政大学キャリアデザイン学部教授に就任。
著書『組織のなかで人を育てる 』は企業競争力向上、個人のキャリア発達に有効な個人と組織が共に学びながら成長する重要性を説く。
著書『キャリア社会学序説』はインタビューを通じて、キャリア環境の変化を内部労働市場と職業別労働市場とを関連付けて分析し、働き方の提言を行った。
著書『業績管理の変容と人事管理』は電機産業における組織改革、業績管理、人事管理を分析し、人事・業績管理の着地点を提言する。

## 受賞学術賞
- 1993年6月 日本労務学会 日本労務学会研究奨励賞受賞。
- 2002年3月 労働問題リサーチセンター 冲永賞を受賞。

## 研究講演実績
- 働き方の変化と労働時間管理弾力化(社会政策学会，2002年)
- Diversification Of Employment Patterns(IIRA，2004年)

## 社会活動
- 新たな労働時間法制に関する研究会委員(厚生労働省労働基準局長諮問研究会，2005年)
- 多様就業型ワークシェアリングに関する研究会座長(厚生労働省・日本自動車工業会，2004年-2006年)

## 研究テーマおよび専門分野
- 企業経営と人的資源管理に関する研究
- 専門は、人的資源管理論、経営組織論、雇用政策論

## 所属学会
- 日本労使関係研究協会
- 日本労務学会
- 社会政策学会

## 主な著書・掲載雑誌
- 「リーディングス日本の労働10巻中小企業」(日本労働研究機構編，高梨昌監修，1997年)
- 「講座社会学(6)労働」(稲上毅・川喜多喬編，東京大学出版会，1999年)
- 「中小企業の競争力基盤と人的資源」(稲上毅・八幡成美編，文眞堂，1999年)
- 「ホワイトカラーの世界-仕事とキャリアのスペクトラム-」(佐藤厚，日本労働研究機構，2001年)
- 「仕事の社会学」(佐藤博樹・佐藤厚編，有斐閣，2004年)
- 「団塊世代のライフデザイン」(佐藤博樹・佐藤厚・大木栄一・木村琢磨著，中央法規出版，2005年)
- 「ホワイトカラーの仕事と成果」(中村圭介・石田光男編，東洋経済新報社，2005年)
- 「業績管理の変容と人事管理」(佐藤厚編著，ミネルヴァ書房，2007年)
- 「規制緩和下の航空業の労使関係」『日本労働研究雑誌』440号
- 「人事労務管理論テキストとその活用方法」『日本労働研究雑誌』477号
- 「ホワイトカラー労働の特質と労働時間管理、人事評価」『日本労働研究雑誌』489号
- 「典型の非典型による代替化は進んでいるのか」『日本労働研究雑誌』501号
- 「人事管理の変化と裁量労働制」『日本労働研究雑誌』519号
- 「中間管理職は不要になるのか」『日本労働研究雑誌』525号
- 「単身赴任を伴う転勤を従業員が受け入れていること」『日本労働研究雑誌』561号
- 「労使関係からみた組織再編をめぐる現状と課題」『日本労働研究雑誌』570号
- 「労働時間と労使関係」『JILリサーチ』29号春
- 「企業規模別にみた中高年雇用-小規模企業の役割を中心に」『JILリサーチ』34号夏
- 「裁量労働と成果主義管理」『JILリサーチ』37号
- 「成果主義人事に未来はあるか」『賃金事情』2356号
- 「日本の労働者の労働意識」『季刊労働法』194号
- 「業績管理と人事管理(13)変化する営業・販売システムと業績管理」『賃金実務』38巻883号
- 「働き方の変化と労働時間管理弾力化」『社会政策学会誌』9号
- 「企業は非正社員をどのように活用しているか」『Business Labor Trend』2003年12月号
- 調査研究報告書№17「創業型中小製造業における雇用行動と人材育成」(日本労働研究機構)
- 調査研究報告書№18「仕事の裁量性に関する調査研究」(日本労働研究機構)
- 調査研究報告書№55「プロフェッショナルの仕事と管理に関する調査研究」(日本労働研究機構)
- 調査研究報告書№63「アメリカ鉄鋼産業の最近の労使関係の展開に関する研究」(日本労働研究機構)
- 調査研究報告書№78「中小サービス業の経営と雇用に関する実態調査」(日本労働研究機構)
- 調査研究報告書№85「不況地域の構造転換」(日本労働研究機構)
- 調査研究報告書№95「国際比較:大卒ホワイトカラーの人材開発・雇用システム」(日本労働研究機構)
- 調査研究報告書№120「大都市圏小規模企業の中高年者の就業実態」(日本労働研究機構)
- 労働政策研究報告書№12「就業形態の多様化と社会労働政策」
- 労働政策研究報告書№85「団塊の世代の就業と生活に関する調査研究報告」
- 「経営組織の変化と業績管理・人事管理」『同志社政策科学研究』7巻1号
- 「経営のグローバル化と人的資源管理」『同志社政策科学研究』8巻2号